# Peter Mathebula
Peter Mathebula est un boxeur sud-africain né le 3 juillet 1952 à Mohlakeng et mort le 18 janvier 2020 dans la même ville.

## Biographie

### Carrière
Passé professionnel en 1971, Peter Mathebula devient champion d'Afrique du Sud des poids mouches en 1978 et des poids coqs en 1979 puis champion du monde des poids mouches WBA le 13 décembre 1980 après sa victoire aux points contre Kim Tae-shik. Battu dès le combat suivant par Santos Laciar le  28 mars 1981, Mathebula met un terme à sa carrière de boxeur deux ans plus tard sur un bilan de 36 victoires et 9 défaites.